# 北原リエ
北原 リエ（きたはら - 、本名：冨永 理絵（旧姓・伊東）、1958年12月11日 - ）は、元女優・歌手、作家。東京都・新宿区生まれ。身長156cm。

## 来歴
大妻中野高等学校卒業。中学生の頃から女優になりたいと思っていた。母親の高校時代の同級生である映画監督の小沼勝にスカウトされて、北原理絵の名でにっかつロマンポルノ女優として1980年の『ハードスキャンダル 性の漂流者』でデビュー。1986年の『ベッド・イン』（柳美希主演）で映画から引退し歌手となるが、1987年小説「青い傷」で女流新人賞を受賞、以後作家となる。

## 著書
- プールサイド 角川書店, 1989 のち文庫
- 風が吹くまま 集英社, 1989
- 青い傷 中央公論社, 1989 のち文庫
- ブルーノートが聴こえる街で 立風書房, 1989
- あのひとの行方 講談社, 1991 のち文庫
- かがやくとき 広済堂出版, 1992